# 南紀田辺インターチェンジ
南紀田辺インターチェンジ（なんきたなべインターチェンジ）は、和歌山県田辺市にある阪和自動車道と紀勢自動車道のインターチェンジである。2015年7月12日に、紀勢自動車道が接続した。これより大阪方面は有料・新宮方面は無料となる。

## 道路
- E42 阪和自動車道 （34番）
- E42 紀勢自動車道

## 接続する道路
- 国道42号（田辺西バイパス）

## 歴史
- 2007年（平成19年）11月11日 : 阪和自動車道・みなべIC - 南紀田辺IC間 開通に伴い供用開始（阪和道全線開通）。
- 2014年（平成26年）7月9日 : 大阪方面への進入路が変更[3]。
- 2015年（平成27年）7月12日 : 紀勢自動車道・南紀田辺IC - 南紀白浜IC間 開通[1][2]。

## 料金所
- 入口レーン（大阪・和歌山方面への流入）
  - ETC専用 : 1

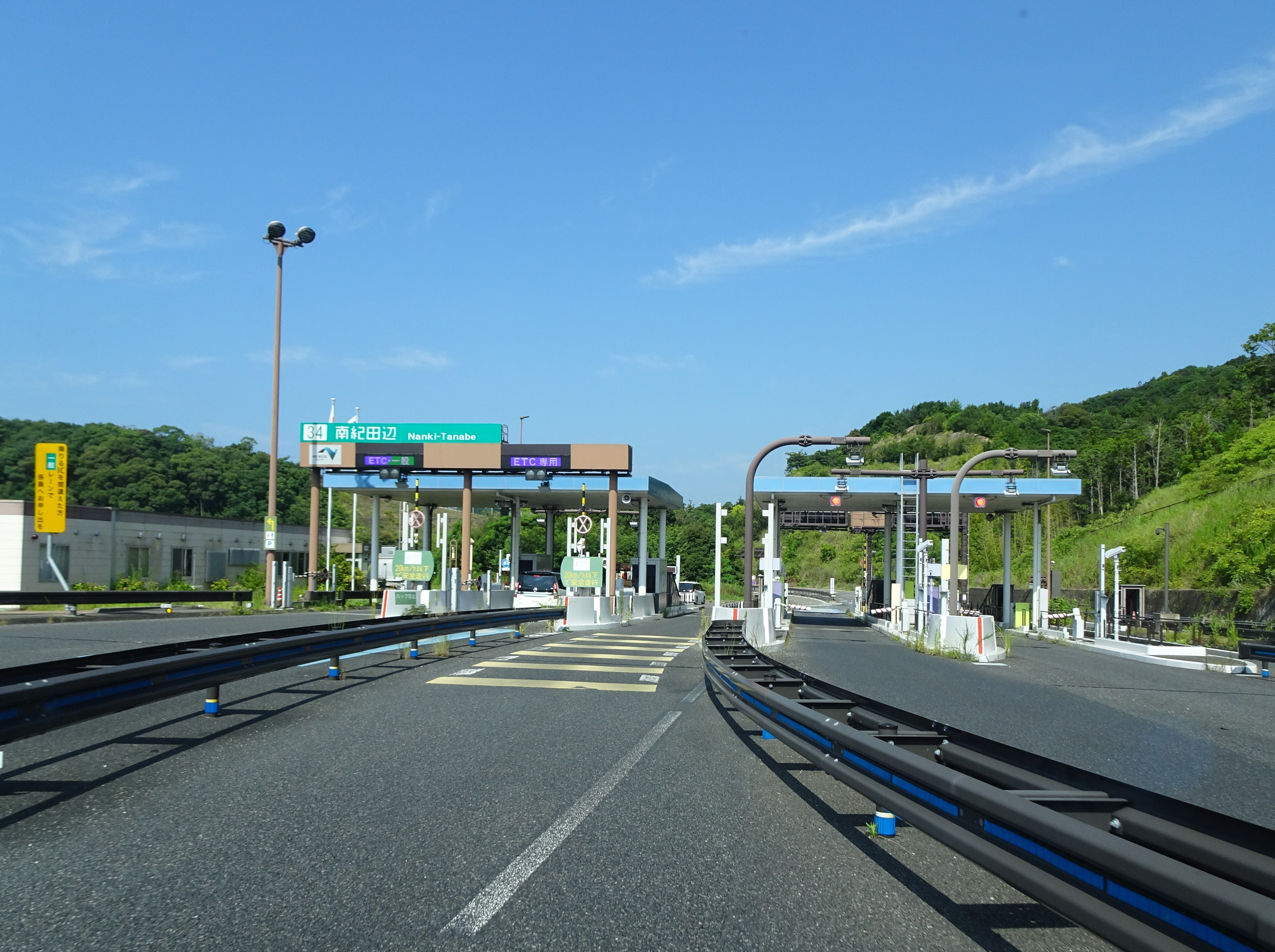
南紀田辺IC出入口料金所

  - ETC/一般 : 1（通行券自動発券方式）
- 出口レーン（大阪・和歌山方面からの流出）
  - ETC専用 : 1
  - ETC/一般 : 2（無人型自動精算機1、係員ブース1）

阪和道（有料区間）と紀勢道（無料区間）が当IC付近で接続するため、出入口用料金所とは別に本線用料金所が設置されている。当ICから阪和道（有料区間）に入る場合（逆向きの、阪和道から当ICを出る場合も同じ）は本線ではなく出入口の料金所を通過し、当ICから紀勢道（無料区間）に入る場合（逆向きの、紀勢道から当ICを出る場合も同じ）は料金所の隣を通るようになっている。

一般レーンは常時、無人型自動精算機のみ稼働し、ゴールデンウィークや夏休み、年末年始などの繁忙期のみ係員ブースを稼動し通常は閉鎖されている。当料金所は無人型自動精算機やETCレーンのトラブル対応のため事務室にて遠隔モニター監視されている。ETCレーン2箇所と記述してはいるが、時間帯によっては「ETC/一般」となる場合もある。

## 周辺
付近は田辺市の市街地が広がっている。
- パビリオンシティ田辺
- 田辺スポーツパーク
- 田辺市立稲成小学校

## 隣
E42 阪和自動車道
(33)みなべIC - (34)南紀田辺IC
E42 紀勢自動車道
(34)南紀田辺IC - (35)上富田IC